# 三浦巖
三浦 巖（みうら いわお 1917年2月13日 - 1982年1月30日）は日本の画家。水彩画家。東京帝国大学文学部卒業という異色の経歴を持ち、短い期間ではあるがフランスでも活動した。

## 経歴
1917年（大正6年）大阪府大阪市に生まれる。1941年（昭和16年）東京帝国大学文学部東洋史学科を卒業。同年同大学院へ進学した。1942年（昭和17年）頃から本郷絵画研究所に学び、1949年（昭和24年）第37回日本水彩展においてみずゑ賞を受賞、日本水彩画会会員となった。
1964年（昭和39年）から一年間パリに滞在。1970年（昭和45年）「薬師寺の塔」がル・サロン（フランス芸術家協会サロン展）で銀賞を受け、翌1971年（昭和46年）「パリ風景」が金賞を受賞、以後ル・サロンにおいて無鑑査となる。1982年（昭和57年）1月30日、食道ガンのため東京都港区三田の済生会中央病院で死去。

## 著作
- 『絵になる時』七曜社 1963年
- 『大空画室』美術出版社 1968年
- 『水彩画法十二ケ月』渓水社 1980年